# Autant en emporte le vent (film)
Pour les articles homonymes, voir Autant en emporte le vent (homonymie) et Gone with the wind (homonymie).
Pour plus de détails, voir Fiche technique et Distribution.
Autant en emporte le vent (Gone with the Wind) est un film américain de Victor Fleming sorti en 1939, adapté du roman du même nom de Margaret Mitchell paru en 1936. Le film sort en salles en 1939 aux États-Unis, et au cours des deux décennies suivantes dans le reste du monde, sa sortie en Europe ayant été retardée par la Seconde Guerre mondiale.
Avec pour acteurs principaux Vivien Leigh et Clark Gable, le film raconte l'histoire de la jeune Scarlett O'Hara et de Rhett Butler, des confédérés pendant la guerre de Sécession puis lors de la Reconstruction. Il met également en vedette les acteurs Leslie Howard et Olivia de Havilland.
Écrit par le scénariste Sidney Howard et réécrit dans l'urgence, notamment par Ben Hecht, Autant en emporte le vent a reçu huit Oscars du cinéma dont celui du meilleur film et du meilleur réalisateur. Il permet également à l’actrice Hattie McDaniel d’être la première interprète afro-américaine à recevoir un Oscar, celui de la meilleure actrice dans un second rôle.
En 1998, Autant en emporte le vent est considéré par l'American Film Institute comme le quatrième meilleur film américain de l'histoire du cinéma dans la catégorie « film épique ». Considéré comme l'un des meilleurs films de tous les temps, il est le préféré des Américains d’après un sondage réalisé en 2008 par Harris Interactive auprès de 2 279 adultes, et de nouveau en 2014 auprès de 2 276 adultes. En France, il figure en sixième position au palmarès des films les plus vus.
Tourné en Technicolor, le film promeut ce procédé technique et en fait rapidement un standard parmi les cinéastes de cette génération et ceux de la suivante. Outre l'histoire d'amour émouvante, le succès du film auprès du public est certainement dû en partie à cette technologie, révolutionnaire pour le cinéma de l'époque.
Autant en emporte le vent est considéré comme l'un des plus gros succès de l'histoire du cinéma : en 2020, ses recettes sont estimées à plus de 3,44 milliards de dollars lorsque celles-ci sont ajustées en tenant compte de l'inflation,.

## Synopsis

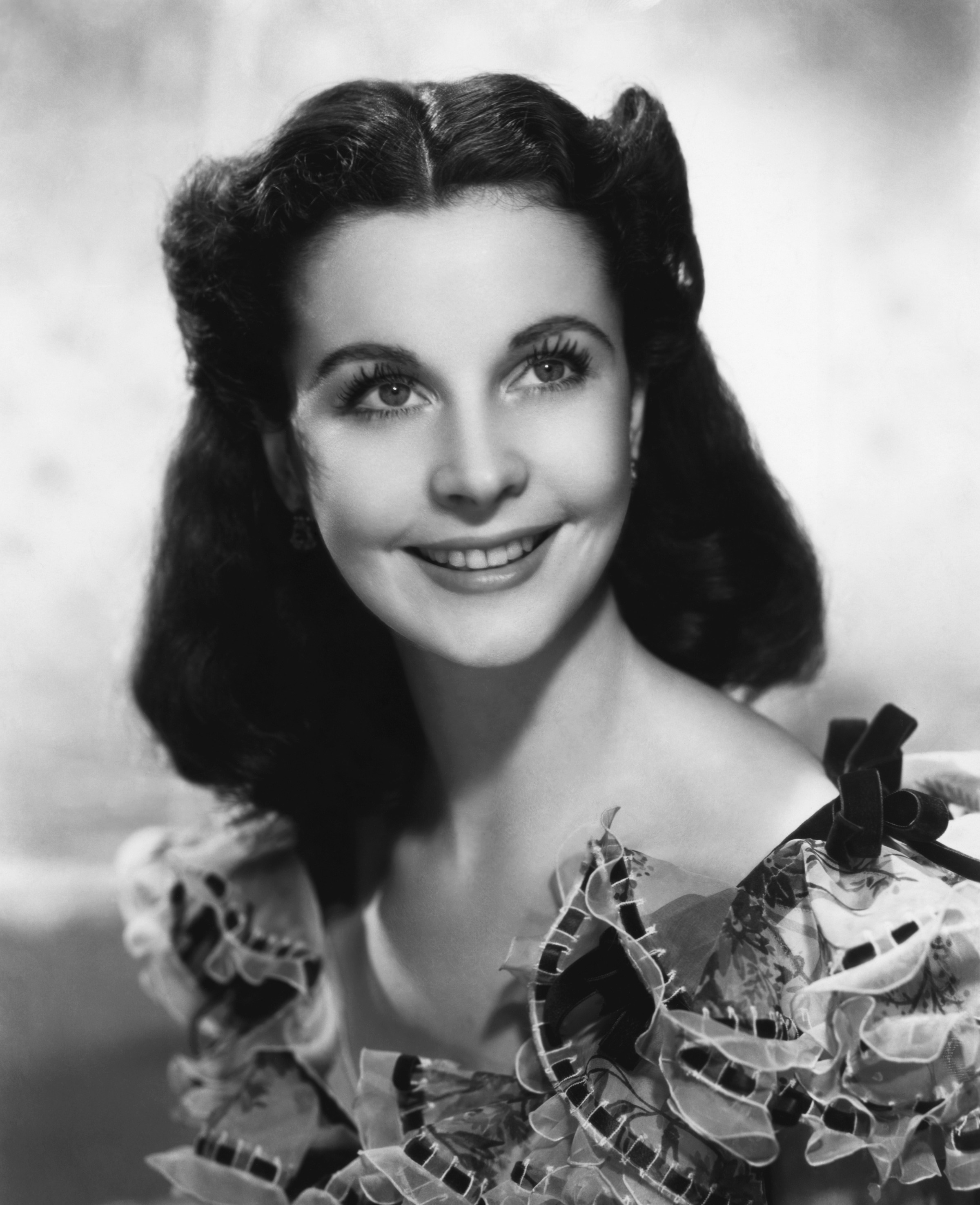
Scarlett O'Hara (interprétée par Vivien Leigh).

Géorgie, 1861, à l'aube de la guerre de Sécession. La jeune Scarlett O'Hara, une adolescente âgée de 16 ans faisant partie de la haute société du Sud des États-Unis, vit avec ses parents, ses deux sœurs et leurs nombreux esclaves noirs dans une grande plantation de coton appelée « Tara ». Scarlett, en plus de sa beauté, possède un caractère bien trempé : capricieuse, rusée et obstinée, elle dispose de traits qui font sa force, mais aussi sa faiblesse. Elle est aussi foncièrement attachée à Tara, la propriété familiale du clan O'Hara.
Très courtisée par tous les bons partis du pays, Scarlett n'a d'yeux cependant que pour le beau Ashley Wilkes. Mais celui-ci est déjà promis à sa cousine, la vertueuse Melanie Hamilton. Malgré tout, Scarlett cherche à tout prix à le séduire. Pourtant, lors de la réception donnée à la propriété des Douze Chênes, l’élégante demeure des Wilkes, c'est le cynique et controversé Rhett Butler qui retient son attention. Ce dernier, qui l'a surprise alors que Scarlett avouait son amour à Ashley, est fasciné par l'énergie et la force de caractère qui animent la jeune femme. Rhett, malgré son indépendance d'esprit et ses critiques du camp confédéré (qu'il considère composé de va-t-en-guerre qui se dirigent tout droit vers la ruine, dans la guerre qui approche), ne peut s’empêcher de convoiter la désirable Scarlett, une représentante éminente de cette société sudiste.

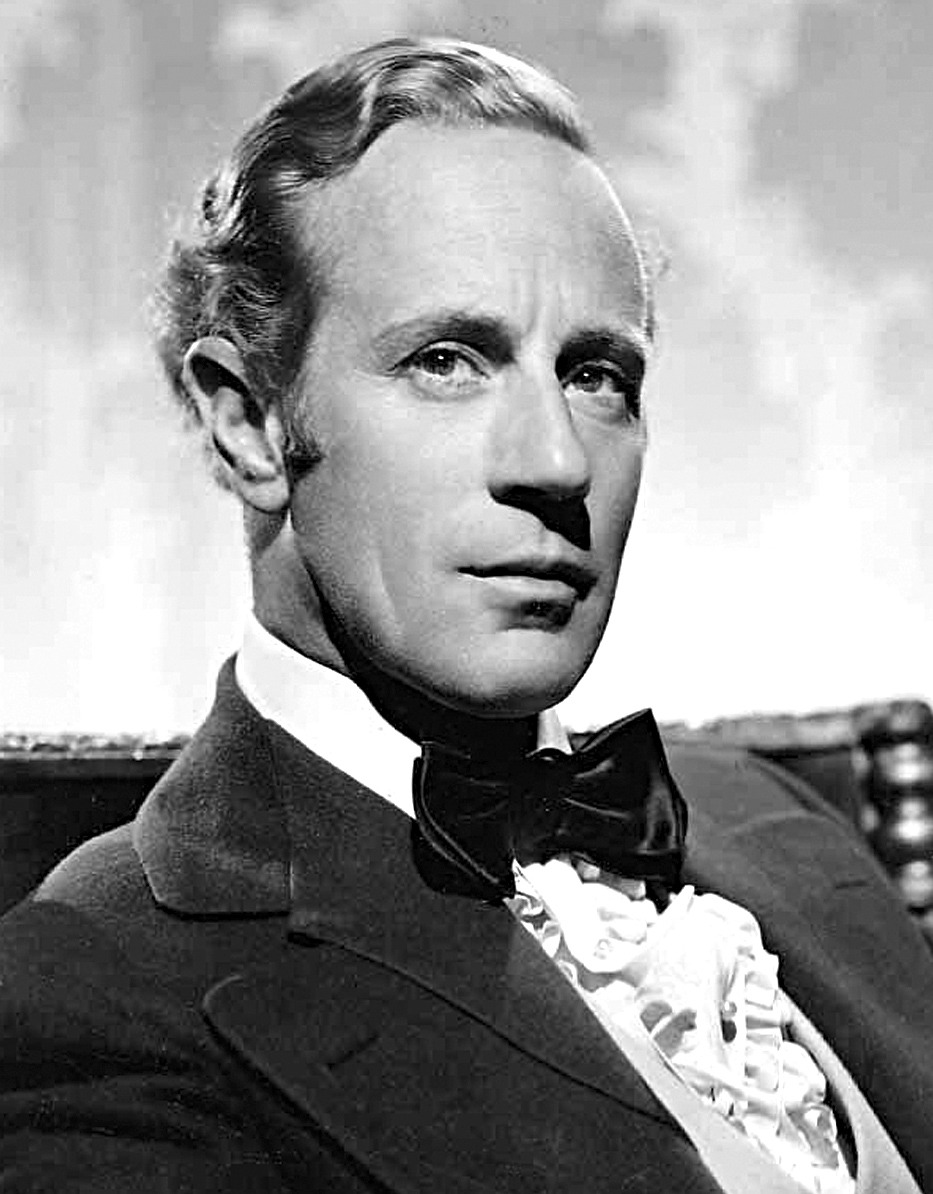
Ashley Wilkes (Leslie Howard).

Mais bientôt, la guerre de Sécession éclate. Ashley avance son mariage avec Melanie avant de partir combattre. Scarlett, désespérée, épouse le frère de Melanie, Charles Hamilton. Après la mort de celui-ci à la guerre, Scarlett se rend à Atlanta chez Melanie et sa tante, tandis qu'Ashley continue de se battre. Alors jeune veuve, Scarlett défie les convenances en valsant, toute de noir vêtue, avec Rhett Butler lors d'un bal de charité organisé en faveur des combattants confédérés.
La guerre fait rage ; les Confédérés reculent, les blessés affluent à Atlanta. Melanie, enceinte, accouche avec difficultés dans sa demeure isolée avec l'aide de Scarlett et de sa servante, toutes deux inexpérimentées. Peu après, Rhett Butler arrive en ville et aide Melanie et Scarlett à fuir Atlanta, menacée par l'avancée des troupes unionistes, puis incendiée. Mais celui-ci les abandonne en chemin, décidant d'aller se battre dans le camp confédéré dans un brusque changement d'état d'esprit. Scarlett est alors contrainte de mener seule Melanie et son nourrisson en carriole sur le chemin dangereux jusqu'à Tara. Entre-temps, la mère de Scarlett est morte, son père a perdu la raison (et finira par mourir d'une chute de cheval), ses deux sœurs cadettes sont affaiblies par les privations et les esclaves de Tara se sont enfuis. Malgré les difficultés, Scarlett prend alors, à 19 ans, le rôle de chef de famille, connaissant la misère, la peur et le travail éreintant dans les champs pendant plusieurs années. Un jour, lorsqu'un soldat unioniste déserteur vient chaparder à la propriété et s'approche de Scarlett, visiblement avec de mauvaises intentions, la jeune femme prend son courage à deux mains et l'abat d'un coup de revolver. Éprouvée par ces diverses épreuves du destin, Scarlett avait fait le serment terrible qu’elle ne connaîtrait plus jamais la faim, jurant de tout faire (mentir, voler, tricher ou tuer) pour éviter la misère.
Finalement, la guerre de Sécession arrive à son terme. Ashley rentre de captivité et s'installe à Tara avec Melanie, entre les deux femmes amoureuses de lui. Mais les impôts de Tara augmentent ; Scarlett n'est pas à même d'y faire face. Cherchant qui pourrait l'aider, elle pense à Rhett Butler. Retournant à Atlanta, elle trouve celui-ci en prison (accusé du meurtre d'un noir, qu'il a bel et bien commis). Scarlett lui propose, contre les 300 dollars d'impôts qu'elle doit payer, de devenir sa maîtresse. Mais, blessé par cette offre, Rhett refuse ; Scarlett le quitte, furieuse. Peu après, la jeune femme fait la rencontre de Frank Kennedy, le fiancé de sa sœur Suellen, et apprend que celui-ci a réussi à constituer quelques économies pendant la guerre. Lui faisant croire que sa sœur va en épouser un autre, elle l'épouse et, avec ses économies, arrive à payer les impôts exigés pour sauver Tara, même si elle brise le cœur de sa sœur en lui ayant pris son futur mari.
Une fois installée à Atlanta, Scarlett se met au commerce du bois (une activité florissante alors, liée à la reconstruction du pays) et fait même venir en ville Melanie et Ashley pour qu'ils s'associent à son affaire ; Scarlett n'hésite d'ailleurs pas à se servir de bagnards pour développer son activité. Les affaires de Scarlett prospèrent, la jeune femme maintenant sa domination sur son mari, qui la craint. C'est alors que Scarlett, un jour où elle se rend seule à l'une de ses scieries, est agressée par des maraudeurs noirs, mais est sauvée par un de ses anciens esclaves de Tara, Big Sam. À la suite de l'agression, son mari Frank Kennedy, accompagné d'anciens confédérés (liés au Ku Klux Klan), effectue une expédition punitive de nuit ; ils tuent plusieurs noirs, mais Kennedy trouve la mort. D'autres participants (comme Ashley et le docteur Meade) ne doivent leur salut qu'à Rhett Butler quand des soldats unionistes viennent les arrêter, Rhett (étant connu des unionistes grâce à ses trafics) intervenant en leur faveur en leur fournissant un alibi.

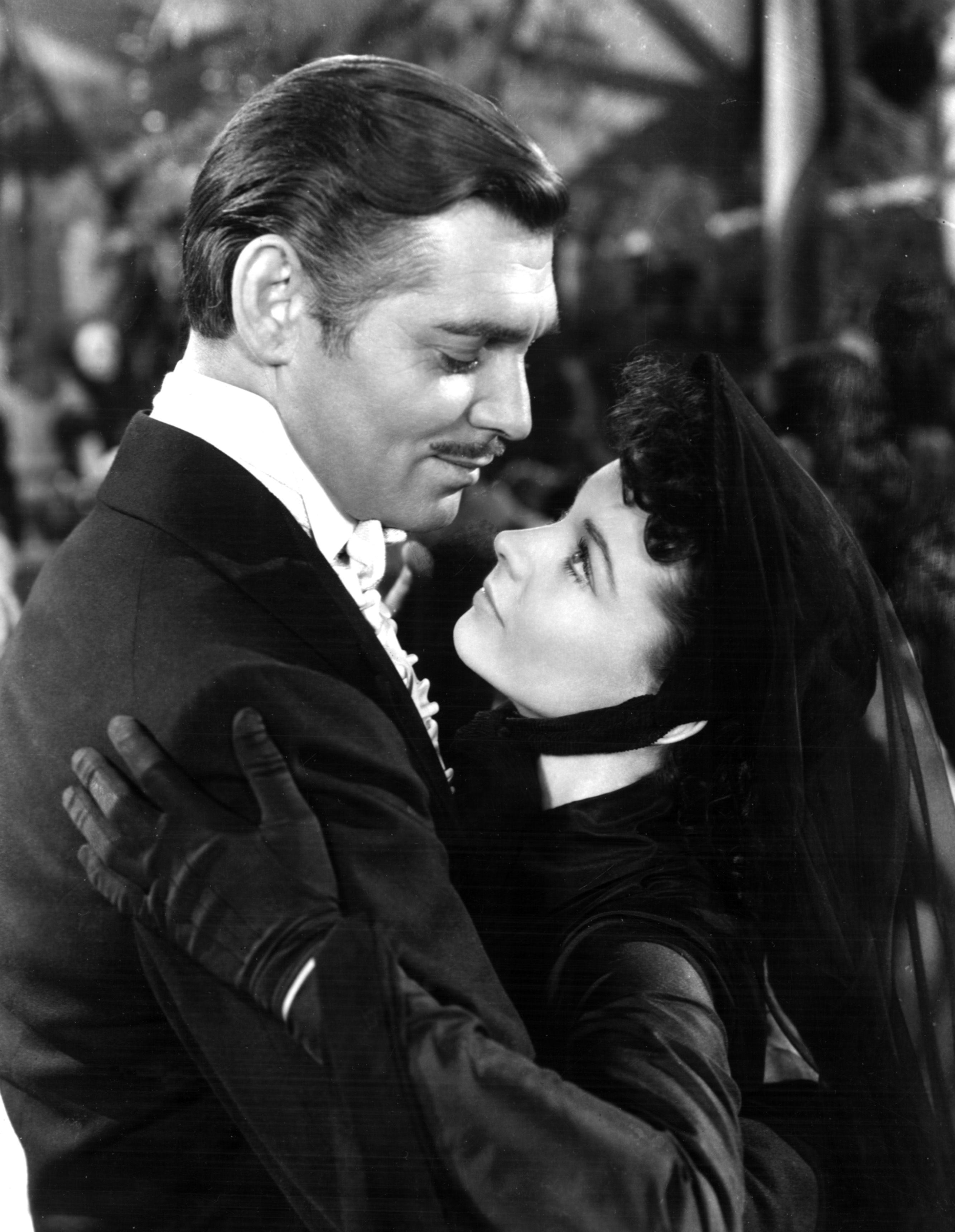
Rhett Butler (Clark Gable) enlaçant Scarlett.

Le lendemain de l'enterrement de Frank Kennedy, Rhett Butler propose à Scarlett de l'épouser. La jeune veuve accepte et s'ensuit une union pleine d'incompréhension mutuelle, Rhett espérant que Scarlett l'aime vraiment. Celle-ci donne peu après naissance à leur fille, Eugénie Victoria, surnommée « Bonnie Blue », que Rhett chérit plus que tout. Mais, chagrinée par la ruine de sa silhouette après la naissance de sa fille, Scarlett refuse d'avoir d'autres d'enfants, comme de partager de nouveau le lit conjugal avec Rhett. Un jour, à l'usine de Scarlett, India la sœur d'Ashley voit Scarlett et son frère s'embrasser. Ayant une aversion intense pour sa belle-sœur, India répand alors avec empressement des rumeurs. Plus tard dans la soirée, Rhett, ayant entendu ces rumeurs, force Scarlett à assister à la fête d'anniversaire d'Ashley, lui faisant porter sa robe la plus tapageuse pour lui faire honte. Au cours de la fête cependant, Melanie soutient Scarlett face aux autres convives, qui n'ont que mépris pour elle. De retour chez elle, Scarlett retrouve Rhett ivre et les deux se disputent à propos d'Ashley. Rhett l'embrasse alors contre son gré et lui déclare son intention d'avoir un rapport sexuel avec elle cette nuit-là, l'emmenant de force avec lui dans la chambre. Nuit au cours de laquelle Scarlett découvre le plaisir.
Le lendemain, Rhett présente à Scarlett ses excuses pour son comportement et lui propose de divorcer. Mais Scarlett refuse, affirmant que divorcer serait une honte pour elle. Les époux Butler s'éloignent alors l'un de l'autre. Lorsque Rhett revient d'un long voyage en Angleterre avec Bonnie, Scarlett l'informe qu'elle est de nouveau enceinte. Une dispute s'ensuit, aboutissant à la chute de Scarlett dans l'escalier, ce qui provoque une fausse couche. Effondré, Rhett tente de recoller les morceaux entre eux deux. Mais, pendant la convalescence de Scarlett, la tragédie frappe à nouveau : leur fille Bonnie meurt en tentant de sauter une barrière avec son poney, faisant une chute fatale. Rhett, dévasté et inconsolable, est réconforté par Melanie qui vient à son chevet quand la servante noire de Scarlett, Mamma, la prévient du drame. Melanie, malgré sa propre fatigue (liée à une naissance proche), persuade alors Rhett de laisser enterrer sa fille.

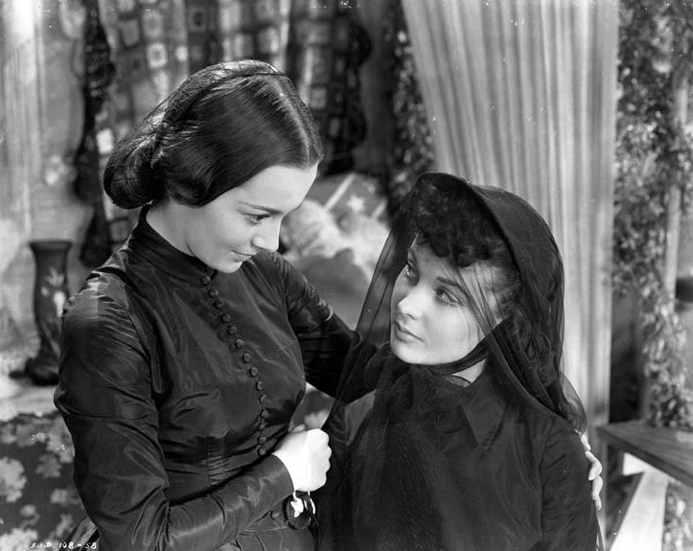
Melanie Hamilton (Olivia de Havilland) et Scarlett.

Malgré les recommandations des médecins, Melanie est en effet enceinte d'un second enfant d'Ashley. Elle n'y survit pas, mourant des suites de complications après la naissance de son enfant. Quand Scarlett et Rhett lui rendent visite sur son lit de mort, Rhett voit son épouse consoler Ashley ; il se rend alors compte que celle-ci est toujours éprise de Wilkes et se prépare à quitter Atlanta.
Après la mort de Melanie, voilà Ashley Wilkes libre ; mais la vérité se fait jour dans l'esprit de Scarlett : c'est Rhett qu'elle aime, Ashley était un rêve d'adolescente, celui-ci ne l'ayant jamais aimée tout en la désirant. La révélation vient cependant trop tard ; quand Scarlett annonce à Rhett qu'elle a compris qu'elle l'aimait vraiment, celui-ci lui répond que son amour pour elle est mort. Scarlett lui demande alors : « Que vais-je devenir ? », Rhett lui répondant cyniquement : « Franchement, ma chère, c'est le cadet de mes soucis » avant de la quitter sans un autre mot, s'éloignant dans le matin brumeux hors de la maison.
Scarlett, désemparée, jure de reconquérir Rhett, prévoyant de retourner chez elle à Tara afin de recouvrer ses forces sur la terre de sa famille avant de le retrouver. Rassérénée, elle prononce alors sa dernière réplique : « Après tout, demain est un autre jour ! ».

## Fiche technique
Sauf indication contraire, les informations mentionnées dans cette section peuvent être confirmées par la base de données cinématographiques IMDb,  présente dans la section « Liens externes ».
- Titre original : Gone with the Wind

Affiche du film lors de sa ressortie en 1967.

- Titre français : Autant en emporte le vent
- Réalisation : Victor Fleming (ainsi que Sam Wood et George Cukor, non crédités)
- Scénario : Sidney Howard, d'après le roman du même nom de Margaret Mitchell
- Direction artistique : William Cameron Menzies
- Décors : Lyle Wheeler
  - Décoration intérieure : Edward G. Boyle
  - Constructeur des décors : Howard Bristol (en)
- Costumes : Walter Plunkett, John Frederics
- Maquillage et coiffure : Monty Westmore (en)
- Photographie : Ernest Haller, Ray Rennahan ; Wilfred M. Cline (associé, Technicolor), Lee Garmes (non crédité)
  - Photographie de seconde équipe : Paul Ivano (non crédité)
  - Supervision pour Technicolor : Natalie Kalmus
  - Effets photographiques spéciaux : Jack Cosgrove (en), Lee Zavitz (effets pyrotechniques)
- Son : Frank Maher
- Montage : Hal C. Kern, James Newcom
- Musique : Max Steiner, Lou Forbes
- Chorégraphie des danses : Frank Lloyd, Eddie Prinz
- Conseiller historique : Wilbur G. Kurtz
- Producteur : David O. Selznick
- Sociétés de production[11] : Selznick International Pictures et Metro-Goldwyn-Mayer (MGM)
- Sociétés de distribution : Metro-Goldwyn-Mayer (MGM), Home Box Office (HBO), New Line Cinema, MGM/UA Home Entertainment, Warner Home Video
- Budget de production : 3 977 000 $
- Pays d'origine :  États-Unis
- Langue originale : anglais
- Format[12] : 35 mm - Couleurs Technicolor (procédé tri-chrome) - ratio : 1,37:1 - Mono -
- Genre : drame, guerre, romance
- Durée : 238 minutes (221 sans compter l'ouverture, l'entracte et la musique de fin)

- Dates de sorties en salles[13] : 

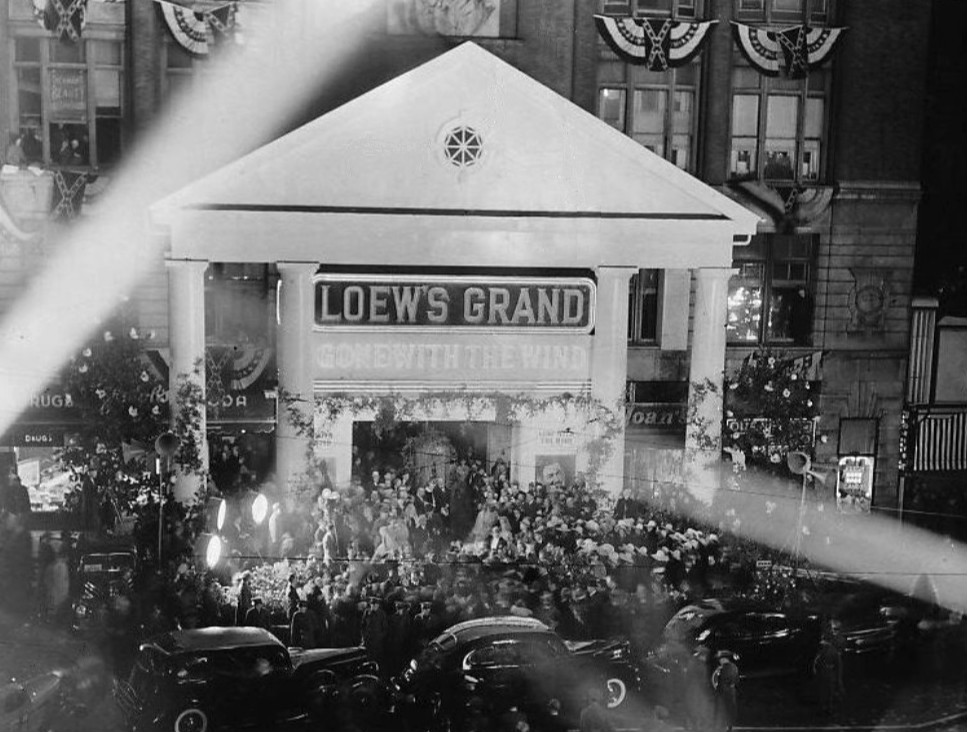
Première du film au Loew's Grand Theater à Atlanta, le 15 décembre 1939

  - États-Unis : 15 décembre 1939 (première mondiale à Atlanta) ; 19 décembre 1939 (première à New York) ; 28 décembre 1939 (première à Los Angeles) ; 17 janvier 1940 (sortie nationale)
  - Royaume-Uni : 18 avril 1940 (première à Londres)
  - Belgique : 17 avril 1945 (première à Bruxelles) ; 3 mars 1949 (sortie nationale)
  - France : 20 mai 1950 (première au cinéma Le Berlitz à Paris en version originale sous-titrée) ; 29 décembre 1950 (première au cinéma Le Rex à Paris en version française)
- Box-office : 
  - Monde : 198 000 000 $ (valeur estimée en 2023 à 4 341 000 000 en tenant compte de l'inflation)
  - France : 16 719 236 entrées (dont 5 035 745 lors de la première exploitation en 1950[14])
- Affiches : Raymond Elseviers (titre en néerlandais : Gejaagd door de Wind, Belgique), Roger Soubie (France)

## Distribution
- Vivien Leigh (VF : Claire Guibert) : Scarlett O'Hara
- Clark Gable (VF : Robert Dalban) : Rhett Butler
- Olivia de Havilland (VF : Nelly Benedetti) : Melanie Hamilton
- Leslie Howard (VF : Pierre Asso) : Ashley Wilkes
- Hattie McDaniel (VF : Mona Dol) : Mamma
- Thomas Mitchell (VF : Serge Nadaud) : Gerald O'Hara
- Barbara O'Neil (VF : Jacqueline Morane) : Ellen Robillard O'Hara
- Evelyn Keyes (VF : Rolande Forest) : Suellen O'Hara
- Ann Rutherford (VF : Nicole Riche) : Carreen O'Hara
- Oscar Polk : Pork
- Butterfly McQueen (VF : Liane Daydé) : Prissy
- Everett Brown (VF : Lud Germain) : Grand Sam, le contremaître
- Victor Jory (VF : Jacques Erwin) : Jonas Wilkerson, le régisseur
- George Reeves (VF : Michel André) : Stuart Tarleton
- Fred Crane (VF : Yves Furet) : Brent Tarleton
- Howard C. Hickman (VF : Paul Ville) : John Wilkes
- Alicia Rhett (VF : Sylvie Deniau) : India Wilkes
- Rand Brooks (VF : Hubert Noël) : Charles Hamilton
- Carroll Nye (VF : René Blancard) : Frank Kennedy
- Laura Hope Crews : la tante « Pittypat » Hamilton
- Eddie Anderson (VF : Harry-Max) : l'oncle Peter, le cocher de Tante Pittypat
- Harry Davenport (VF : Jacques de Féraudy) : Dr Harry Meade
- Leona Roberts (VF : Cécile Didier) : Mme Caroline Meade
- Jane Darwell (VF : Germaine Michel) : Mme Dolly Merriwether
- Ona Munson (VF : Lita Recio) : Belle Watling
- Isabel Jewell : Emmy Slattery
- Ward Bond (VF : Pierre Morin) : Tom, le capitaine Yankee
- Cammie King (VF : Francette Vernillat) : Bonnie Blue Butler
- Mickey Kuhn : Beau Wilkes
- J. M. Kerrigan (VF : Paul Bonifas) : Johnny Gallegher
- Marcella Martin : Cathleen Calvert
- Mary Anderson : Maybelle Merriwether
- Jackie Moran : Phil Meade
- Robert Elliott (VF : Émile Duard) : le commandant Yankee jouant au poker avec Rhett
- Irving Bacon : un caporal
- Olin Howland : un profiteur de guerre
- Cliff Edwards : le soldat qui se souvient
- Eric Linden : le soldat couché amputé
- Louis Jean Heydt : le soldat affamé avec Beau Wilkes
- William Bakewell : le soldat monté
- Lillian Kemble-Cooper (VF : Héléna Manson) : la nurse anglaise
- Yakima Canutt : le renégat qui attaque Scarlett
- Paul Hurst (VF : Antoine Balpêtré) : le déserteur yankee abattu dans l’escalier par Scarlett

Acteurs non crédités
- Horace B. Carpenter : un citoyen d’Atlanta
- Louise Carter : l'épouse du chef de fanfare
- Shirley Chambers : une fille de Belle Watling
- Wallis Clark : un capitaine joueur de poker
- Yola d'Avril : une fille de Belle Watling
- George Hackathorne : un soldat blessé souffrant
- Si Jenks : un soldat yankee dans la rue
- Emmett King : un invité de la fête
- George Meeker : un capitaine joueur de poker
- Alberto Morin : Rene Picard
- Adrian Morris : un profiteur
- Tom Seidel : Tony Fontaine
- Terry Shero : Fanny Elsing
- E. Alyn Warren : un employé de Frank Kennedy
- Ernest Whitman : l'associé du profiteur
- Zack Williams : Elijah
- John Wray : un surveillant de prison

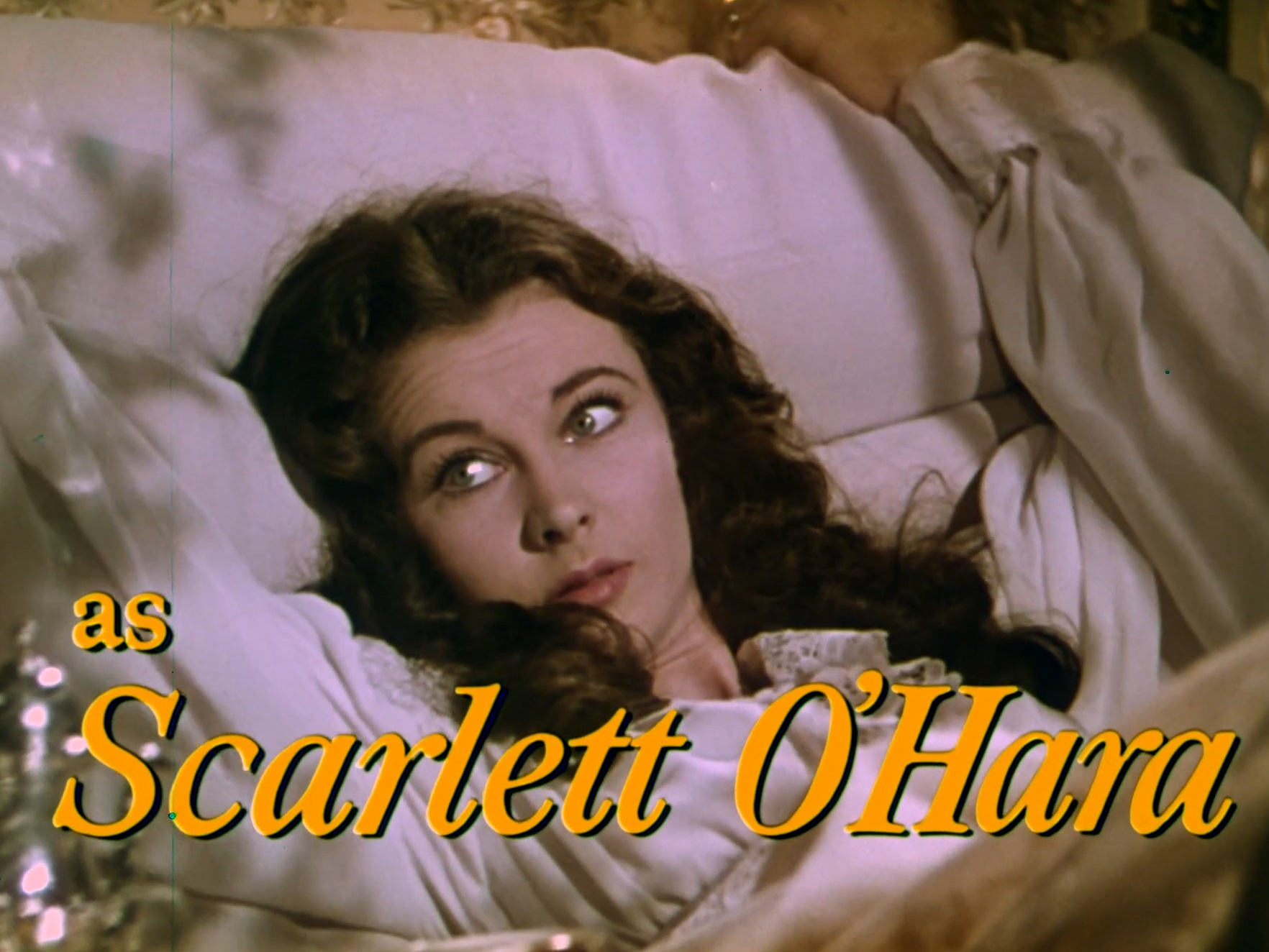
Vivien Leigh.
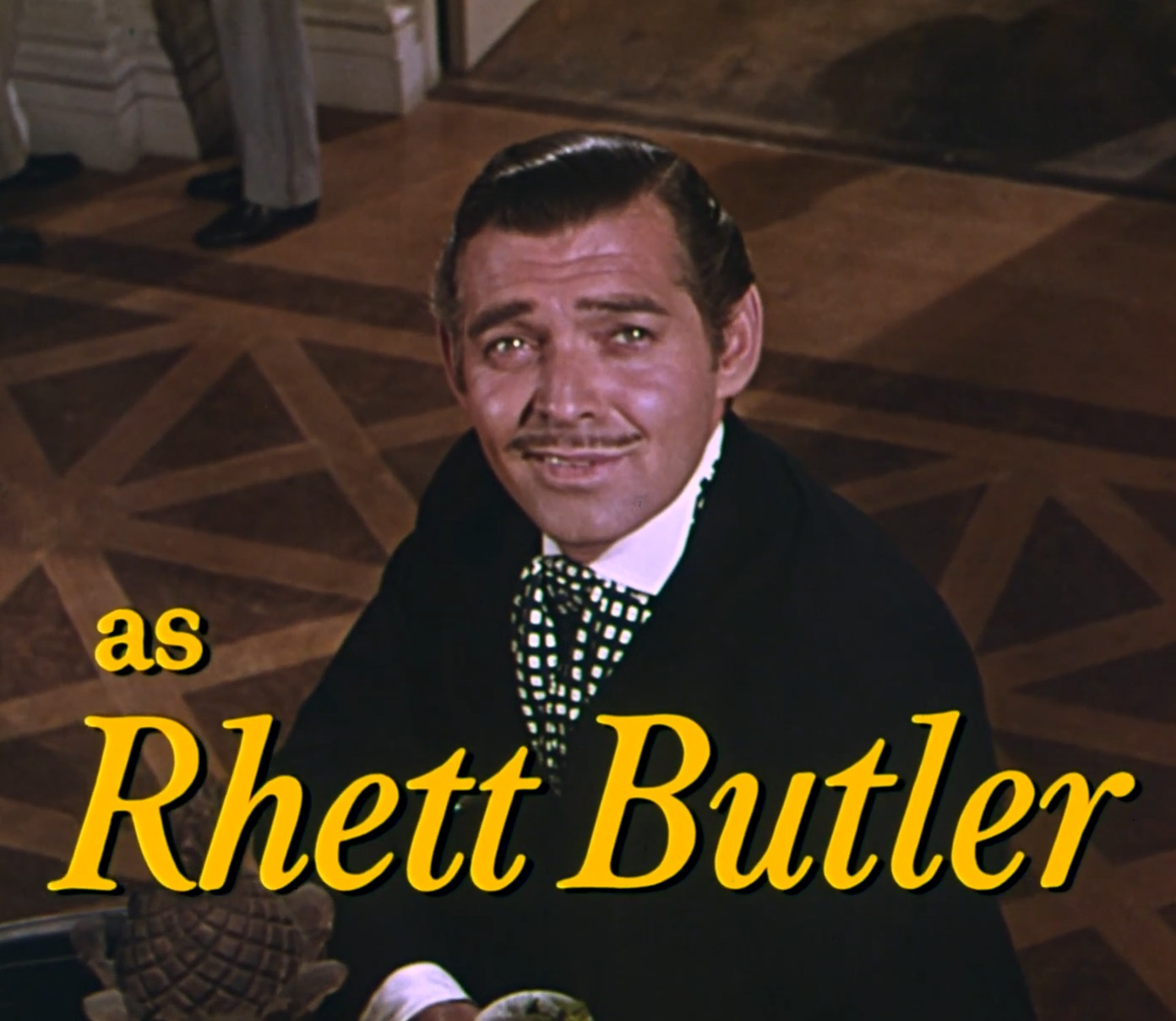
Clark Gable.
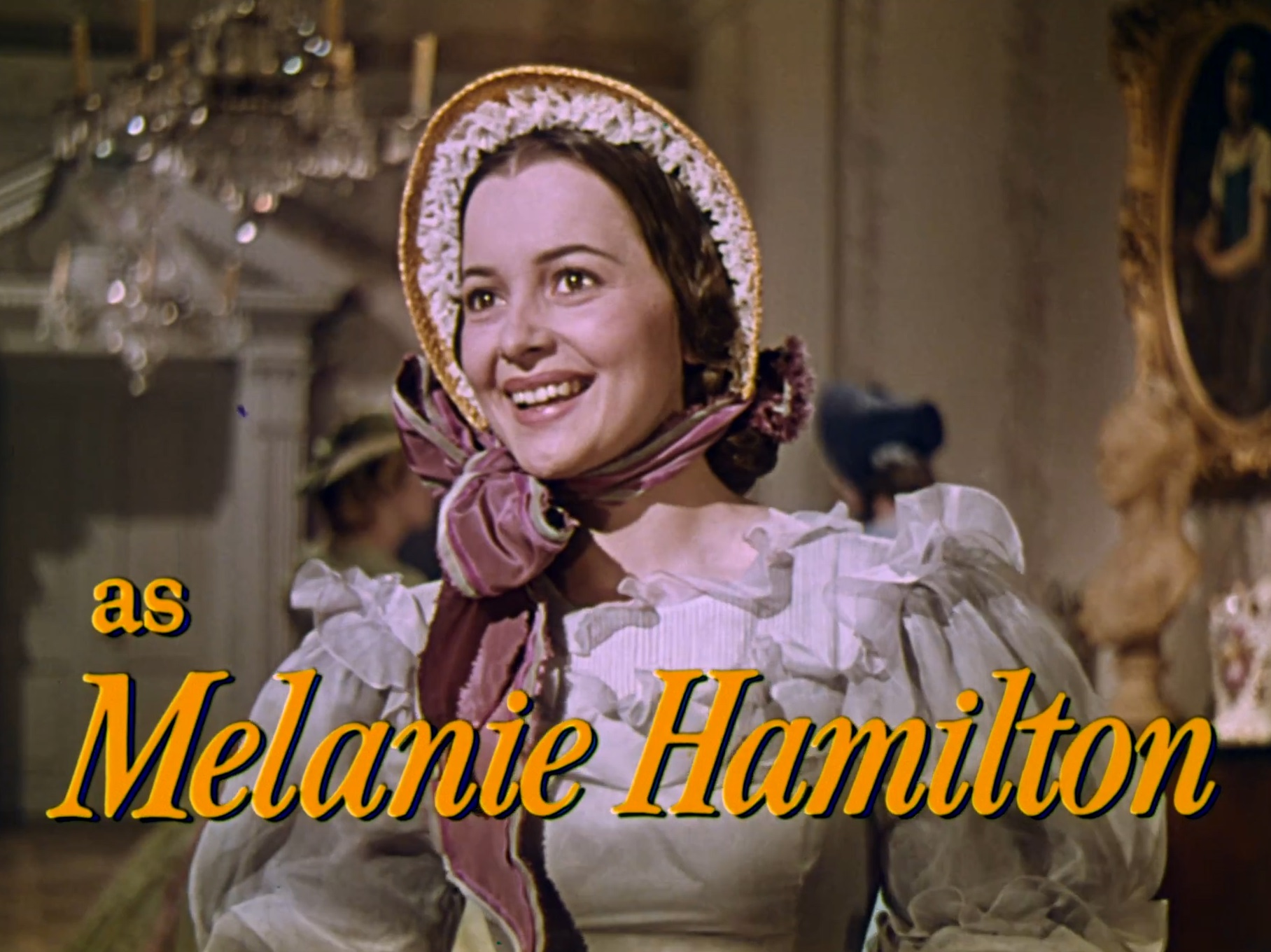
Olivia de Havilland.
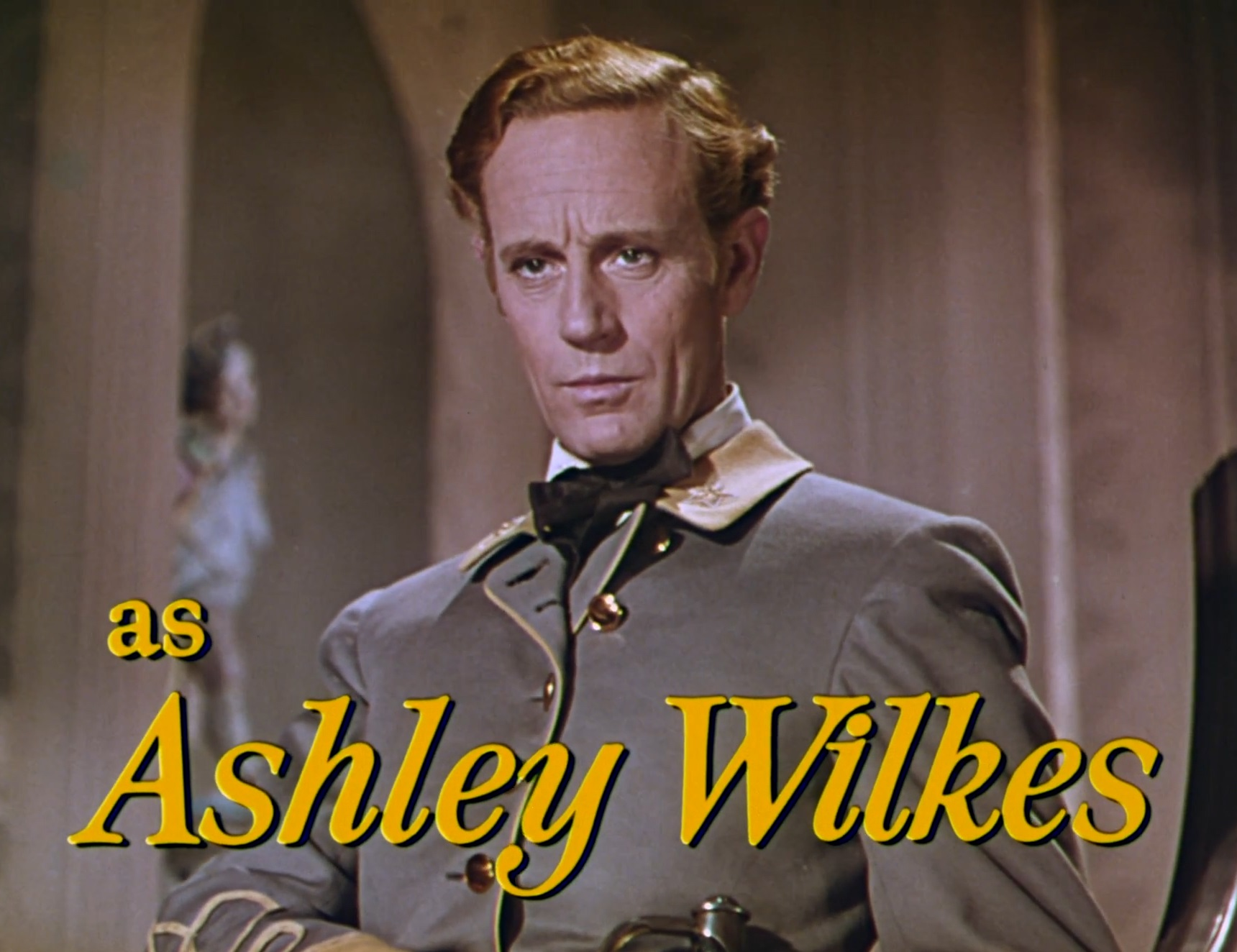
Leslie Howard.
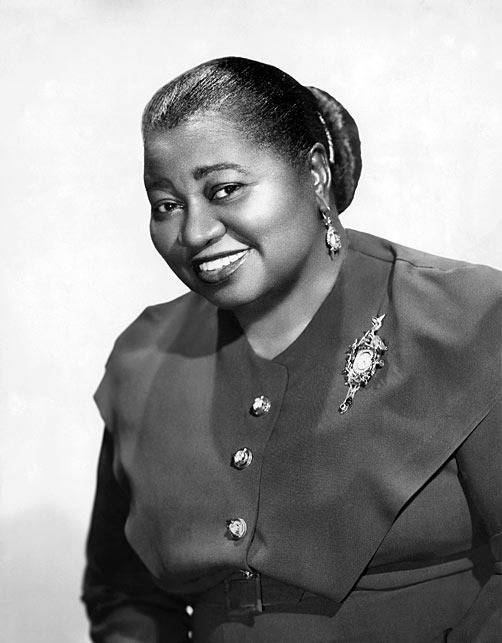
Hattie McDaniel (Mamma).

## Production

### Scénario
Le producteur David O. Selznick acheta les droits du roman Autant en emporte le vent de Margaret Mitchell pour 50 000 dollars et engagea un scénariste Sidney Howard.
David O. Selznick, lui-même juif, refusa toute allusion racialiste envers les Noirs dans la mesure du possible, donnant comme raison les lois anti-juives qui sévissaient en Europe à cette époque[réf. souhaitée].
Afin de capter les premières impressions du public, David O. Selznick fit organiser une avant-première qui eut lieu dans un petit cinéma à la suite de la projection du film Beau Geste, séance dans le secret le plus total, avant même que la musique fût composée. Le film fit un triomphe[réf. souhaitée].

### Choix des interprètes
Les personnages de Rhett, Melanie et Ashley ont été distribués rapidement, notamment celui de Rhett, pour lequel Clark Gable a été très vite réclamé par le public[réf. souhaitée].

#### Scarlett O'Hara

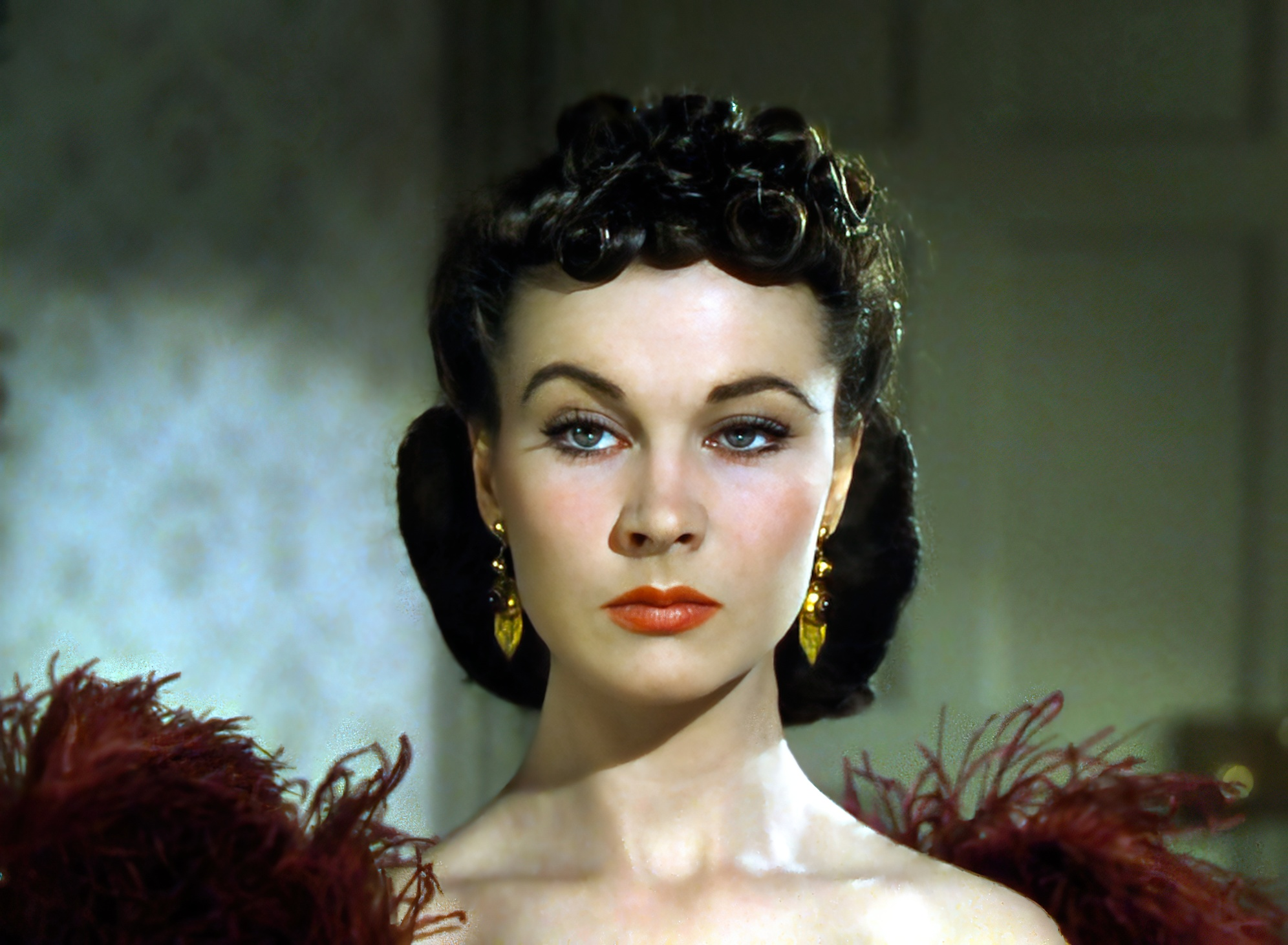
L'actrice Vivien Leigh, l'interprète de Scarlett O'Hara.

Le choix de l'actrice devant incarner Scarlett a posé un problème très longtemps, si bien que le tournage du film a commencé sans héroïne. Tous les grands noms de l'époque ont auditionné pour le rôle (Katharine Hepburn, Bette Davis, Susan Hayward, Lana Turner, Paulette Goddard, Joan Fontaine). C'est finalement une relative inconnue, Vivien Leigh, qui emporte la mise au dernier moment. Avec son amant Laurence Olivier, elle assiste au tournage de l’incendie d’Atlanta et est alors remarquée par le producteur. Le public se montre, au début, réfractaire à l'idée qu'une Britannique incarne la sudiste Scarlett. Les habitants du Sud se résignent à ce choix car, disent certains, « mieux vaut une Anglaise qu'une Yankee ! »,.
Afin de conserver l'image de jeune fille prude de l'héroïne, et pour éviter qu’un éventuel scandale ne pénalise un film au tournage déjà très difficile (le couple étant marié chacun de son côté), la production interdit à l'actrice Vivien Leigh de rencontrer son compagnon Laurence Olivier durant le tournage et ce jusqu'à la première. Ils durent user de divers stratagèmes pour se voir.

#### Mélanie Hamilton

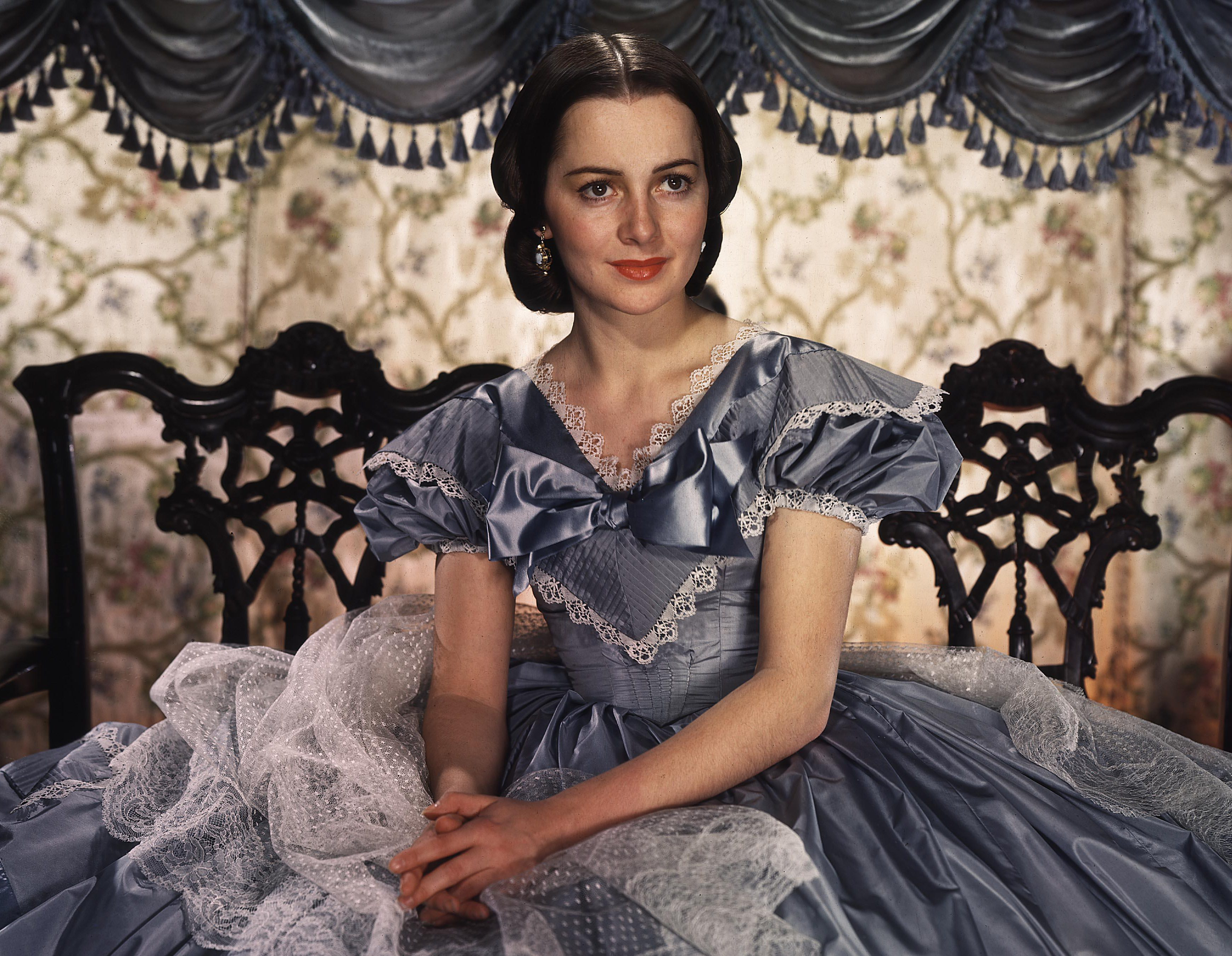
L'actrice Olivia de Havilland, l'interprète de Melanie Hamilton.

Dans le documentaire de 2021, Olivia de Havilland, L'insoumise, l'actrice Olivia de Havilland raconte que c'est sa sœur Joan Fontaine, postulant pour le rôle de Scarlett, qui la conseilla à David O. Selznick car, selon Fontaine, sa sœur était la seule à pouvoir jouer le rôle de Mélanie Hamilton. À l'époque, de Havilland était sous contrat avec la Warner.
George Cukor, le réalisateur du film à ce moment, téléphona à l'actrice pour lui demander de venir secrètement faire un essai aux studios MGM. Celle-ci dut jouer face à Cukor qui incarnait Scarlett, sous le regard affûté de Selznick. Olivia de Havilland se souvient du côté fortement cocasse de cette situation. Sa prestation convainquit Selznick, qui téléphona à Jack Warner afin que celui-ci accepte de lui prêter l'actrice. Warner refusa. Il reconnaîtra plus tard qu'Olivia de Havilland eut l'intelligence de ne pas venir lui faire une scène dans son bureau ; elle entra en contact avec l'épouse de Jack Warner, Anne, et la gagna à sa cause pour convaincre Jack Warner de la prêter pour le film.
En échange, Warner obtint que James Stewart et Rosalind Russell lui soient prêtés pour le film Finie la comédie, et qu'Olivia de Havilland tourne en parallèle dans La Vie privée d'Élisabeth d'Angleterre sous la direction de Michael Curtiz, aux côtés de Bette Davis et d'Errol Flynn, pendant la même période où elle joue dans Autant en emporte le vent.

Acteurs et actrices du film
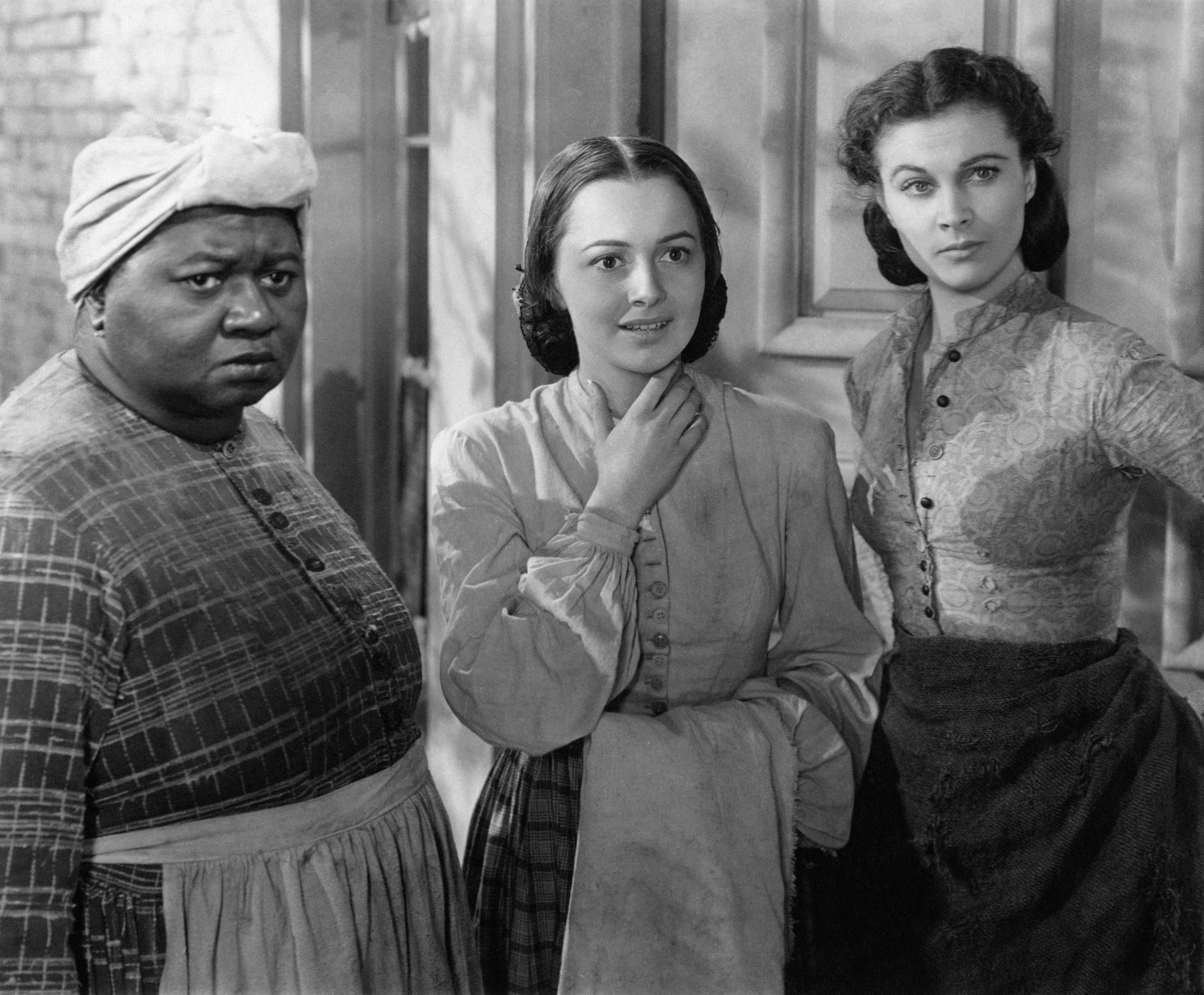
Hattie McDaniel (Mamma), Olivia de Havilland et Vivien Leigh.
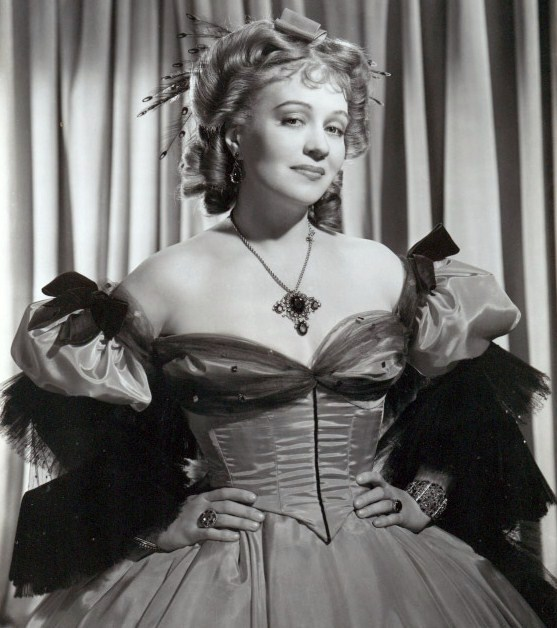
Ona Munson (Belle Watling).
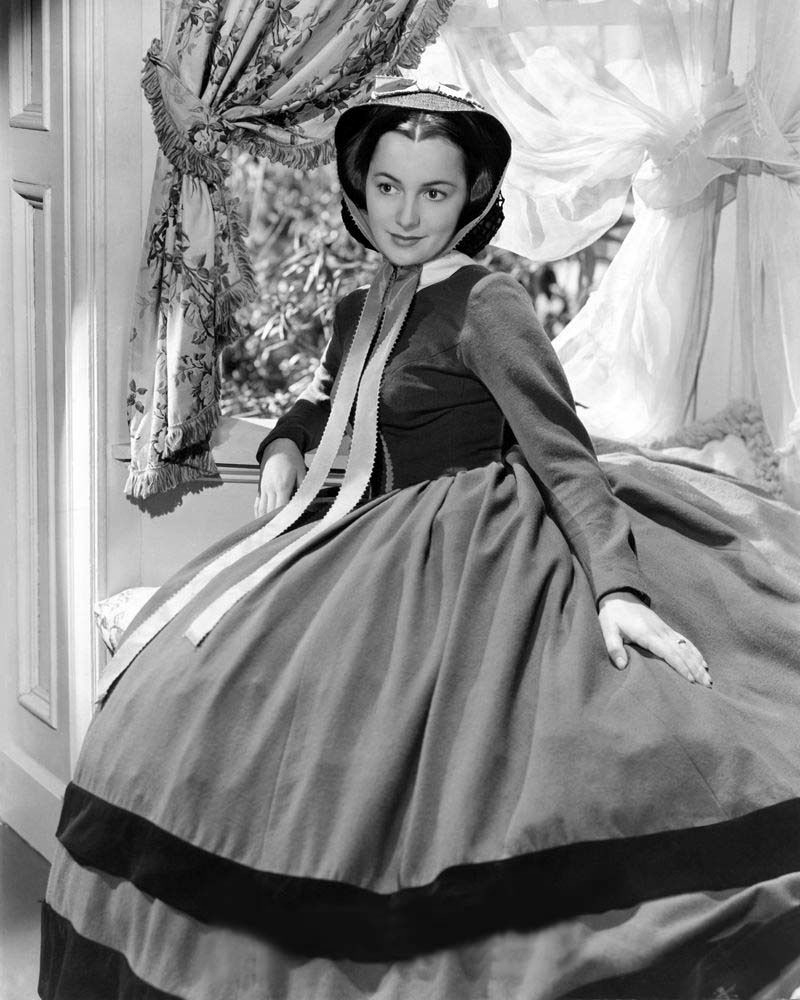
Olivia de Havilland.
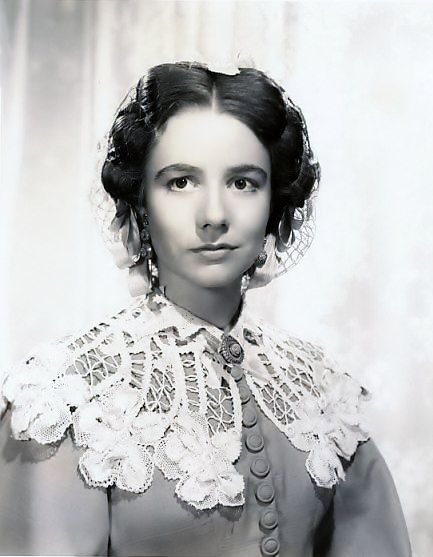
Alicia Rhett (India Wilkes).
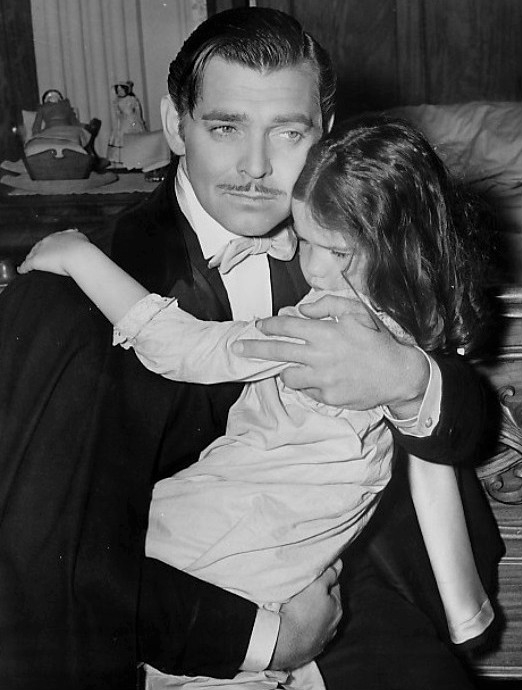
Clark Gable (Rhett Butler) et Cammie King (Bonnie Blue).

### Tournage
Pressé par le temps, David O. Selznick commença le tournage du film alors que l'actrice principale pour interpréter le personnage de Scarlett n'était pas encore choisie : aussi, un figurant fut embauché pour tourner la scène de la prise d'Atlanta par l'armée du général Sherman. En effet, le visage de Scarlett n’apparaît pas dans ces scènes du film.[réf. souhaitée]
D'autre part, le réalisateur utilisa les décors du film Intolérance (1916) de D. W. Griffith, notamment les remparts de Babylone, pour y mettre le feu, ce qui arrangea les assureurs qui ne voulaient pas risquer la vie de l'actrice à un moment dangereux.[réf. souhaitée] Le météorologue Irving P. Krick avait été engagé pour prévoir les conditions météo pour cette scène, afin de minimiser les risques.
Peu de temps après le début du tournage, David O. Selznick est remplacé par le réalisateur George Cukor. Alors qu'il commence le film, il est engagé comme réalisateur dans le film Le Magicien d'Oz. Il travaille une semaine à ce dernier, avant de retourner au tournage du film Autant en emporte le vent. Le tournage tourne au fiasco à cause de la relation épouvantable entre George Cukor et Clark Gable. L'acteur vedette menace de quitter le film si son ami Victor Fleming ne prend pas les rênes du film. Ironiquement, ce dernier, qui a remplacé Cukor à la réalisation du Magicien d'Oz, a presque fini son film lorsqu'il accepte. Il laisse son équipe terminer le film pour devenir le réalisateur d'Autant en emporte le vent.

### Musique
Pour composer la musique du film, David O. Selznick choisit Max Steiner, avec qui il avait travaillé chez RKO Pictures au début des années 1930. Warner Bros. - qui avait engagé Steiner en 1936 - accepta de le prêter à Selznick. Steiner a passé douze semaines à travailler la partition, la plus longue période qu'il ait jamais passée à en écrire une. D'une durée de deux heures et trente-six minutes, c'était aussi la plus longue qu'il ait jamais écrite. Cinq orchestrateurs sont engagés : Hugo Friedhofer, Maurice de Packh, Bernhard Kaun, Adolph Deutsch et Reginald Bassett.
La partition est caractérisée par deux thèmes d'amour, l'un pour le doux amour d'Ashley et de Melanie, et un autre qui évoque la passion de Scarlett pour Ashley. Il n'y a pas de thème d'amour entre Scarlett et Rhett Butler. Steiner s'est considérablement inspiré de la musique folk et patriotique, qui comprenait des airs de Stephen Foster tels que Louisiana Belle, Dolly Day, Ringo De Banjo, Beautiful Dreamer, Old Folks at Home et Katie Belle. qui a formé la base du thème de Scarlett. Les autres morceaux qui figurent en bonne place sont : Marching through Georgia de Henry Clay Work, Dixie, Garryowen et The Bonnie Blue Flag.
Le thème le plus associé au film est la mélodie qui accompagne « Tara », la plantation O'Hara. Au début des années 1940, Tara's Theme forme la base musicale de la chanson My Own True Love de Mack David. En tout, il y a quatre-vingt-dix-neuf morceaux de musique distincts présentés dans la partition du film.
En raison de la pression pour terminer à temps, Steiner a reçu une aide pour composer : celles de Friedhofer, de Deutsch et d'Heinz Roemheld. De plus, deux courts signaux — de Franz Waxman et William Axt — ont été tirés des partitions de la bibliothèque MGM.

## Accueil

### Critique
Lors de sa sortie en salles, les magazines grand public et les journaux ont généralement donné d'excellentes critiques à Autant en emporte le vent. Alors que ses estimations positives de production, ses réalisations techniques et son ambition étaient universellement reconnues, certains critiques de l'époque ont trouvé le film trop long et dramatiquement peu convaincant.
Frank S. Nugent pour le New York Times a le mieux résumé le sentiment général en reconnaissant que, alors qu'il s'agissait de la production cinématographique la plus ambitieuse réalisée jusque-là, ce n'était probablement pas le plus grand film jamais réalisé. Il a néanmoins trouvé que c'était une « histoire intéressante magnifiquement racontée ».
Franz Hoellering du magazine The Nation a été du même avis : « Le résultat est un film qui est un événement majeur dans l'histoire de l'industrie, mais seulement une réalisation mineure dans l'art cinématographique. Il y a des moments où les deux catégories se rencontrent en bons termes, mais les longues étendues entre les deux sont remplies d'une simple efficacité spectaculaire ».
Une grande partie des éloges du film a été réservée à sa distribution. L'actrice Vivien Leigh en particulier est distinguée pour son jeu en tant que Scarlett O'Hara. Frank S. Nugent l'a décrite comme le « pivot du film » et estima qu'elle était « si parfaitement désignée pour le rôle, par l'art et la nature, que toute autre actrice dans [ce] rôle aurait été inconcevable ». De même, Franz Hoellering la trouva « parfaite » dans « l'apparence et les mouvements » ; il estima qu'elle incarnait le mieux son personnage quand elle était autorisée à « accentuer la double personnalité qu'elle dépei[gnait] » et affirma qu'elle était particulièrement efficace dans des moments de caractérisation, comme le lendemain de la scène du viol conjugal de Rhett. John C. Flinn de Variety trouva également Vivien Leigh physiquement adaptée au rôle, et estima qu'elle était la meilleure dans les scènes où elle faisait preuve de courage et de détermination, comme lors de la fuite d'Atlanta et quand Scarlett tue un déserteur yankee.
Concernant le jeu d'acteur de Clark Gable en tant que Rhett Butler, John C. Flinn a estimé que sa caractérisation était « aussi proche de la conception de Miss Mitchell — et de celle du public — qu'on pourrait l'imaginer », un point de vue avec lequel Frank S. Nugent était d'accord, bien que Franz Hoellering ait estimé que Gable n'avait pas tout à fait convaincu lors des scènes finales, quand son personnage de Rhett quitte Scarlett avec dégoût.
Parmi les autres principaux acteurs de la distribution, Franz Hoellering et John C. Flinn ont trouvé la performance de Leslie Howard « convaincante » en tant qu'Ashley à la faible volonté, Flinn qualifiant celle de Olivia de Havilland comme « hors concours » en tant que Melanie, ; Frank S. Nugent a également été particulièrement séduit par la prestation de Havilland, la décrivant comme un « joyau de caractérisation gracieux, digne et tendre ». L'interprétation de Hattie McDaniel en tant que Mamma a été saluée par de nombreux critiques : Nugent pensait qu'elle était la meilleure dans le film après Vivien Leigh, Flinn la classant troisième après les performances de Leigh et Gable.
En France, en 1955, André Lang déclare dans les colonnes de France-Soir : « L'adaptation d'une œuvre romanesque, quand elle [est] réalisée avec les soins, l'ampleur, l'intelligence que Victor Fleming a apportés à Autant en emporte le vent [...], c'est tout le cinéma ». En 1962, Jacques Siclier de Télérama affirme : « Il faut avoir vu Autant en emporte le vent, non pour sa culture de cinéphile peut-être mais pour le simple plaisir du spectacle ». En 1985, Henri-François Rey indique dans Le Figaro que « Autant en emporte le vent, finalement, est beaucoup plus qu'un film, un jalon, un signal qui décrit un temps révolu où les coups de cœur se voulaient éternels ». Par contraste, en 1981, Samuel Lachize de L'Humanité, parle au sujet du film de « [...] puérilité, naïvetés, incohérences qui encombrent le récit, [et d'un] manque d'homogénéité dans la distribution ».
Sur le site agrégateur de critiques Rotten Tomatoes, le film obtient un score de 90 % d'avis favorables, sur la base de 103 critiques collectées et une note moyenne de 8,80/10 ; le consensus du site indique : « La grandeur épique et l'allure romantique de [Autant en emporte le vent] résument une époque du cinéma hollywoodien — mais cela ne peut excuser une perspective aveugle qui se tient du mauvais côté de l'histoire ». Sur Metacritic, le film obtient une note moyenne pondérée de 97 sur 100, sur la base de 18 critiques collectées ; le consensus du site indique : « Acclamation générale » (Universal acclaim).

#### Accusations de racisme
Selon plusieurs universitaires, Autant en emporte le vent populariserait une vision révisionniste de l’histoire des États-Unis, proche de celle de la Cause perdue (« Lost Cause »), qui présente la cause de la Confédération comme noble (combat pour l'indépendance politique et économique des États du Sud menacés par le Nord, et non une lutte pour le maintien de l'esclavage) et montre la plupart de ses chefs comme des modèles d'une chevalerie démodée, ce qui constitue une contre-vérité historique. Selon cette théorie, le Sud n'aurait succombé que face à la force numérique et industrielle de l'Union, qui surpassait le courage et la supériorité militaire de la Confédération. Par ailleurs, le film présente une version romantique du Sud et une vision très édulcorée de l'esclavage, avec notamment du personnel de maison esclave montré comme satisfait de son sort et traité comme des employés ordinaires, ou bien incapable de se débrouiller par lui-même.
Cette approche est à remettre dans le contexte de l'époque des années 1930 dans le Sud des États-Unis, où la ségrégation raciale est à son paroxysme. En effet, les lois raciales de l'époque, en vigueur aux États-Unis, empêchèrent l'actrice Hattie McDaniel (Mamma) d'assister à l'avant-première du film à Atlanta en Géorgie, le 15 décembre 1939. Ne voulant pas mettre son producteur dans l'embarras, l'actrice lui signala qu'elle n'était pas disponible pour s'y rendre. Dans un premier temps, Clark Gable refusa de s'y rendre si McDaniel en était exclue, mais cette dernière le convainquit d'y participer malgré tout. Mais, en fin de compte, et en dépit de l'esprit ségrégationniste de l'époque, Hattie McDaniel fut récompensée de l'Oscar du meilleur second rôle féminin, devenant à cette occasion la première artiste noire à recevoir cette récompense. Elle dut cependant, lors de la cérémonie, se contenter de rester au fond de la salle avec son agent, à l'écart des autres,,.
En août 2017, à la suite des évènements de Charlottesville, un cinéma de Memphis suspend sa projection annuelle du film de Victor Fleming, estimant que cette œuvre, qui plonge dans la guerre de Sécession, est maladroite à l'égard du public afro-américain,.
En juin 2020, en réaction au meurtre de George Floyd, le film est temporairement retiré du catalogue d'HBO Max, le temps de lui ajouter une contextualisation écrite pour resituer l’œuvre dans son époque,. Selon un porte-parole de HBO Max interrogé par l'Agence France-Presse : « Autant en emporte le vent est le produit de son époque et dépeint des préjugés racistes qui étaient communs dans la société américaine », ajoutant que maintenir ce film dans leur catalogue « sans explication et dénonciation de cette représentation aurait été irresponsable ». HBO compte, après cette contextualisation, présenter le film dans son intégralité, car procéder autrement reviendrait à « faire comme si ces préjugés n’avaient jamais existé ».

### Box-office

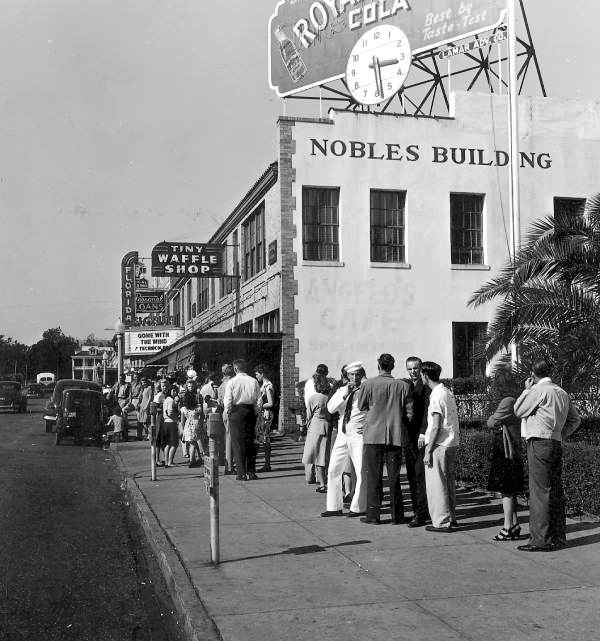
File d'attente pour Autant en emporte le vent devant un cinéma de Pensacola (Floride) en 1947.

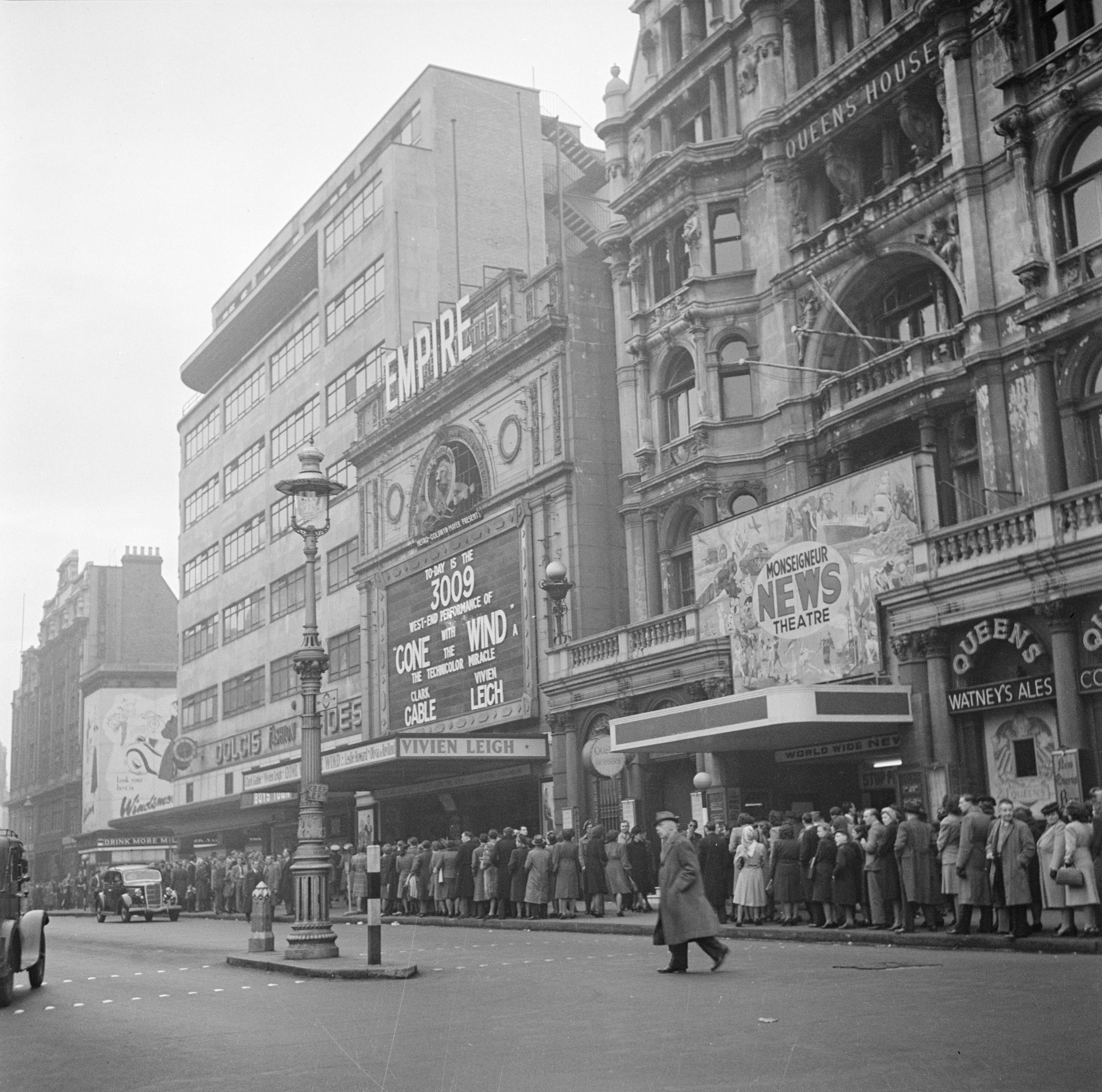
En 1947, la salle de cinéma Empire de Londres dans le West End, annonce la 3009e projection du film, qualifié de miracle en Technicolor.

Le film est considéré comme le plus gros succès de l'histoire du cinéma ; en 2020, ses recettes sont estimées à plus de 3,44 milliards de dollars, en tenant compte de l'inflation,.
En France, le film a attiré 5 035 745 spectateurs en salles à la date de 1950. Au terme de exploitation en salles, il cumule 16 719 236 spectateurs.

## Distinctions

### Récompenses et nominations
Lors de la cérémonie des Oscars 1940, attribués le 29 février 1940, avec 13 nominations lui permettant de remporter 8 trophées du mérite , Autant en emporte le vent remporta les prix suivants :
- Oscar du meilleur film ;
- Oscar du meilleur réalisateur pour Victor Fleming ;
- Oscar du meilleur scénario adapté pour Sidney Howard (récompense posthume) ;
- Oscar de la meilleure actrice pour Vivien Leigh ;
- Oscar de la meilleure actrice dans un second rôle pour Hattie McDaniel (premier Oscar attribué à un acteur ou une actrice noire) ;
- Oscar de la meilleure photographie pour un film en couleur pour Ernest Haller et Ray Rennahan (Oscar scindé en deux catégories, couleur et noir et blanc, à partir de 1939 jusqu'en 1967) ;
- Oscar du meilleur montage pour Hal C. Kern et James E. Newcom ;
- Oscar de la meilleure direction artistique pour Lyle Wheeler.

Le film avait également été nommé dans les catégories meilleur acteur pour Clark Gable, meilleure actrice dans un second rôle pour Olivia de Havilland, meilleure musique de film, meilleur son et meilleurs effets spéciaux.
Il remporta également deux prix spéciaux :
- Récompense technique spéciale pour le décorateur William Cameron Menzies ;
- Récompense scientifique ou technique collective, pour d'importantes contributions en faveur du développement de nouveaux matériels et procédés d'éclairage.

Au total le film remporta donc 10 statuettes aux Oscars de 1940 ce qui constituait alors un record dépassant le précédent détenu par New York-Miami de Franck Capra qui remporta 5 statuettes aux Oscars de 1935. Ce record ne sera battu qu'en 1960 avec Ben-Hur qui remporta 11 Oscars.

### Réplique culte
La réplique finale de Rhett Butler, « Franchement, ma chère, c'est le cadet de mes soucis » (« Frankly, my dear, I don't give a damn ») à la question de Scarlett : « Mais Rhett, que vais-je devenir ? » est devenue culte.
En 2005, celle-ci est élue plus grande réplique du cinéma américain dans le classement AFI's 100 Years... 100 Movie Quotes. Elle avait pourtant été menacée d'être censurée au moment du tournage, car le code Hays déconseillait l'usage du mot « damn », considéré à l'époque comme grossier.

## Analyse

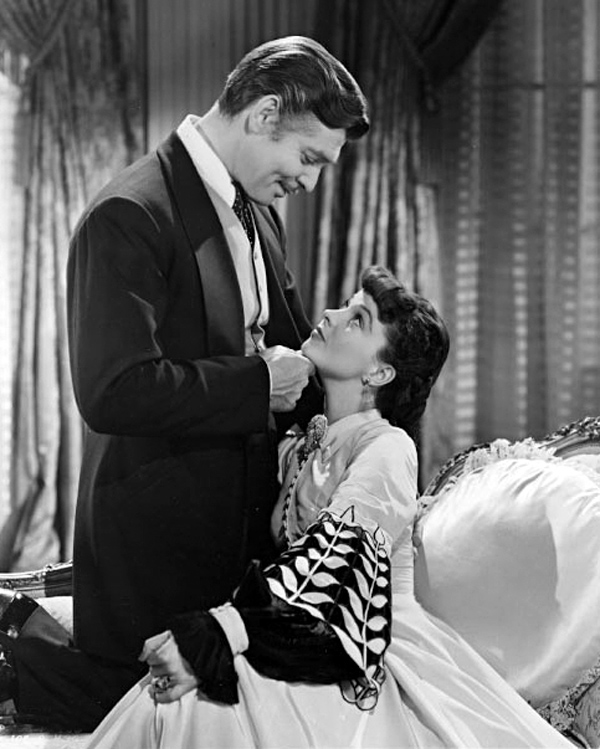
Clark Gable et Vivien Leigh dans le film.

### Les époques du film
Ce film est analysé par bien des cinéphiles comme la plus grande histoire d'amour de toute l'histoire du cinéma. Il ne faut cependant pas négliger la place donnée au temps qui passe et à la nostalgie d'une époque perdue, souvent évoqués par Ashley et Scarlett elle-même. Le titre d'ailleurs en justifie l'importance : Gone with the wind (emporté par le vent) désigne une glorieuse époque pour les sudistes, lumineuse, optimiste… « une civilisation emportée par le vent » (A Civilization gone with the wind). Les époques ont une place primordiale, d’où la division des quatre heures de film en quatre parties.[réf. souhaitée]
Une partie à dominante verte évoque la fertilité d'une civilisation à son apogée. La seconde partie est en rouge ; elle est empreinte de sang, de rage et de colère, de la jalousie de Scarlett et de feu destructeur. La troisième période est faite de couleur terne : marron, brun, les couleurs de la sécheresse et de l'infertilité de l’après-guerre. Enfin, la dernière période est baignée de noir, celui de la mort.[réf. souhaitée]
L'arbre de Tara évoque également ces changements de période : il est tantôt fleuri, tantôt nu. Le choix du procédé Technicolor par David O. Selznick est déterminant pour rendre à la photo la flamboyance voulue par le producteur afin de traduire les différentes époques du récit et leurs atmosphères parfois ternes ou sombres, mais le plus souvent saturées.[réf. souhaitée]

### Évolution des protagonistes

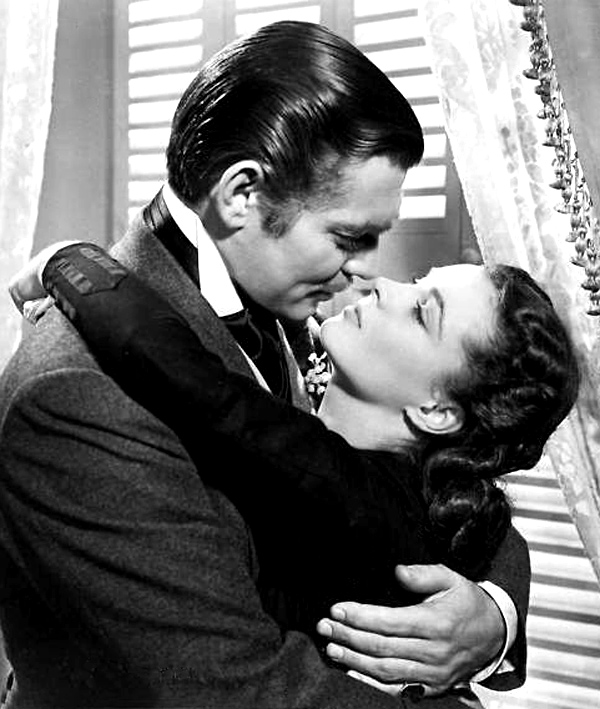
Clark Gable et Vivien Leigh dans le film.

Scarlett traverse ces époques et reste obstinée, manipulatrice, sans scrupules, aveuglée et mue par ses deux passions : Tara et son amour d'adolescente pour Ashley. Son caractère s'oppose à celui d'Ashley, droit, lucide, attiré par la sensualité de Scarlett mais las de tous, immobile et incertain. Il présente cependant deux intérêts dans le film : sa poésie et sa nostalgie, qui évoquent les jours heureux des planteurs du Sud avant la guerre civile.
Le caractère de Scarlett s'oppose à celui de Melanie, mais pas autant que certains critiques voudraient le faire croire : Melanie est un peu bas-bleu, certes, mais elle sait braver les interdits. Courageuse, elle est droite et bienveillante, elle est la gardienne de toute la dignité élégante d'une époque et d'une aristocratie de gens d'honneur. Si elles sont rivales dans leur amour pour Ashley, les deux belles-sœurs s'estiment. Melanie est à jamais reconnaissante à Scarlett de les avoir sauvés, son bébé et elle, lors du siège d'Atlanta.
La reine du bon sens reste cependant Mama, nounou de Scarlett, la seule qui connaisse Scarlett mieux que quiconque (avec Rhett) ; elle la comprend, la juge parfois mais la soutient dans les épreuves.
Rhett est quant à lui le personnage qui dit ressembler le plus à Scarlett, il le lui fait d'ailleurs remarquer (« nous ne sommes pas des gentlemen, Scarlett »). Il comprend très tôt que Scarlett est la femme de sa vie. Le drame de celle-ci va être de découvrir trop tard son amour pour Rhett, le seul qui la comprenne et lui ait révélé le plaisir sexuel (que montre son visage, scène assez osée pour le Hollywood de 1939).
La musique de Steiner est en parfait accord avec à la fois la nostalgie du Sud et la force de caractère de Scarlett, l'espoir, l'énergie, la volonté de survivre, le désir, la rage de vaincre.

### Les différences avec le roman
De nombreux personnages du roman original de Margaret Mitchell, non essentiels à l'intrigue du film, ont été supprimés : la famille Fontaine, le personnage de Cade Calvert, le grand-père Merriwether, tous les Tarleton (à l'exception de Brent et Stuart), etc.
Toutefois, certains personnages relativement importants n'ont pas obtenu non plus leur ticket pour Hollywood :
- dans le roman, Scarlett O'Hara donne naissance à trois enfants, un avec chacun de ses maris, alors que seule Bonnie, la fille qu'elle a avec Rhett, apparaît dans le film. Des deux autres enfants, seul Wade Hampton Hamilton, son fils aîné, tient une place importante dans le roman. Ella Lorena, fille de Frank Kennedy, est peu évoquée dans le livre, si ce n'est pour dire qu'elle n'est pas très jolie. Cependant, le nom de Wade Hampton apparaît dans le film : c'est le lieutenant qui annonce par lettre à Scarlett que son premier mari, Charles Hamilton, est mort ;
- les personnages d'India et Honey Wilkes, sœurs d'Ashley, sont fusionnés en un seul, celui d'India, dans le film ;
- le vieux et répugnant Archie, qui accompagne India Wilkes au moment où ils découvrent Scarlett et Ashley enlacés, n'apparaît pas non plus dans le film. À l'écran, c'est Mme Meade qui est avec India à ce moment crucial de l'intrigue ;
- Dilcey, épouse du majordome Pork et mère de Prissy, très attachée aux O'Hara et aide précieuse à la plantation pour Scarlett pendant les années de disette, disparaît à l'écran ;
- le vieil oncle Henry Hamilton, personnage pittoresque, ne figure pas au générique du film ;
- le personnage le plus important du roman à ne pas apparaître à l'écran est toutefois celui de Will Benteen, ex-soldat recueilli à Tara après la guerre et qui finit par s'y fixer en épousant Suellen ;
- dans le film, Gérald O'Hara meurt à la suite d'une chute de cheval au cours d'une course poursuite avec la voiture des Slattery. Pourtant, dans le livre, il meurt bien plus tard au cours d'une crise de folie.

Autres différences :
- le drame personnel de Carreen, benjamine des sœurs O'Hara, est lui aussi passé sous silence ;
- dans la scène de la réunion d'Atlanta, lorsque le soldat demande aux deux jeunes femmes de lui remettre leurs bijoux, ce n'est pas Mélanie qui donne son alliance en premier mais bien Scarlett qui, d'après le livre, jette son alliance « d'un geste de défi ».

## Dans la culture populaire

### Cinéma
- Dans L'Armée des ombres (1969) de Jean-Pierre Melville, les acteurs Paul Meurisse et Lino Ventura sortent d'un cinéma londonien après avoir vu Autant en emporte le vent, et le personnage de Meurisse dit : « Pour les Français, la guerre sera finie quand ils pourront lire Le Canard enchaîné et voir ce film merveilleux. »
- Dans The Outsiders (1983) de Francis Ford Coppola, on compte de nombreuses références au film et au roman Autant en emporte le vent, que les deux fugitifs du film lisent en cavale.
- Dans The Mask (1994), le personnage incarné par Jim Carrey fait un clin d'œil au film après s'être pris une balle au Coco Bongo : « Dis à Scarlett que ce n'est pas l'cadet de mes soucis ! »
- Dans Les Noces funèbres (2005) de Tim Burton, le personnage du majordome squelette entonne la réplique finale de Rhett Butler à sa femme, quand il la retrouve dans le monde des vivants.
- Avec Australia (2008) de Baz Luhrmann, le réalisateur déclare avoir réalisé « son » Autant en emporte le vent[40].
- Dans BlacKkKlansman : J'ai infiltré le Ku Klux Klan (2018) de Spike Lee, la scène d'ouverture du film reprend le plan d'Autant en emporte le vent où Scarlett marche parmi les soldats blessés à Atlanta, avant que le zoom arrière de la caméra de Lee ne montre le drapeau des États confédéré en gros plan. Par cette manœuvre, Spike Lee affirme « déconstruire les idéaux sudistes » de Autant en emporte le vent[41]. Il affirme d’ailleurs que Autant en emporte le vent a « entretenu la mentalité raciste en Amérique »[42].
- Dans Babylon (2023) de Damien Chazelle, le personnage de Jack Conrad cite la phrase culte de Rhet Butler : « So Scarlett, I don't give a damn ».

### Télévision
- De nombreuses références au film apparaissent dans divers épisodes de la série Les Simpson, notamment autour de la fin du film[43].
- Dans la série Dead Like Me (2003), le personnage de Daisy affirme avoir été une des actrices du film[source secondaire souhaitée].

### Bande dessinée et manga
- L'auteur de manga Osamu Tezuka a fait un pastiche d’Autant en emporte le vent dans Astro, le petit robot (1952). Dans une des histoires, Astro se retrouve coincé au Japon de 1969 avec « Scara », une femme extra-terrestre immature et superficielle, qui a fui son mari « Ohara » et son rival « Butler ».